# Ickburgh
Ickburgh är en ort och civil parish i Storbritannien.   Den ligger i grevskapet Norfolk och riksdelen England, i den sydöstra delen av landet, 120 km norr om huvudstaden London. Ickburgh ligger 15 meter över havet och antalet invånare är 245.
Terrängen runt Ickburgh är platt. Runt Ickburgh är det ganska tätbefolkat, med 96 invånare per kvadratkilometer. Närmaste större samhälle är Thetford, 12,9 km söder om Ickburgh. I omgivningarna runt Ickburgh växer i huvudsak blandskog.